# Thập niên 990 TCN
Thập niên 990 TCN hay thập kỷ 990 TCN chỉ đến những năm từ 990 TCN đến 999 TCN.

## Sự kiện
- 998 TCN - Vua David thành lập Jerusalem là thủ đô của Vương quốc Israel .

- 994 TCN - Archippus , Archon của Athens qua đời sau 19 năm trị vì và được kế vị bởi con trai của ông là Thersippus .

- 993 TCN - Amenemope kế vị Psusennes I làm vua Ai Cập .

## Mất
- 996 TCN: Mao Ý công(毛懿公)